# 波塔基特 (罗得岛州)
波塔基特（英語：Pawtucket）是美国羅德島州普罗维登斯县的一個城市。位於州府普羅維登斯和森特勒爾福爾斯之間，臨布拉克斯東河，面積23.31平方公里。根據2020年美國人口普查，人口75,604人，是該州第四大城市。
1671年設鎮，1886年建市。

## 姐妹城市
- 英国貝爾珀